# Championnat d'Europe masculin de hockey en salle 2018
 (février 2024).
Si vous disposez d'ouvrages ou d'articles de référence ou si vous connaissez des sites web de qualité traitant du thème abordé ici, merci de compléter l'article en donnant les références utiles à sa vérifiabilité et en les liant à la section « Notes et références ».
Navigation
Championnat d'Europe 2016 Championnat d'Europe 2020
Le championnat d'Europe masculin de hockey en salle 2018 est la 18e édition du Championnat d'Europe masculin de hockey en salle. Il a lieu du 12 au 14 janvier 2018 à Anvers en Belgique.
L'Autriche a gagné son 2e titre en battant la Belgique 4-4 (2-1) en finale.

## Équipes
| Dates              | Événement                                       | Lieu    | Pays qualifiés                                    | Rang FIH    | Poule |
| ------------------ | ----------------------------------------------- | ------- | ------------------------------------------------- | ----------- | ----- |
| 15-17 janvier 2016 | Championnat d'Europe de hockey en salle 2016    | Prague  | Autriche Tchéquie Allemagne Pologne Russie Suisse | 2 6 1 5 4 8 | B A B |
| 15-17 janvier 2016 | Championnat d'Europe II de hockey en salle 2016 | Espinho | Belgique Danemark                                 | 16 19       | B A   |

## Premier tour

### Groupe A
| Rang | Équipe    | Pts | J | G | N | P | Bp | Bc | Diff |
| ---- | --------- | --- | - | - | - | - | -- | -- | ---- |
| 1    | Allemagne | 9   | 3 | 3 | 0 | 0 | 23 | 3  | +20  |
| 2    | Pologne   | 6   | 3 | 2 | 0 | 1 | 14 | 13 | +1   |
| 3    | Tchéquie  | 3   | 3 | 1 | 0 | 2 | 12 | 12 | 0    |
| 4    | Danemark  | 0   | 3 | 0 | 0 | 3 | 5  | 26 | -21  |

| 12 janvier 2018 | Pologne                                                                                              | 10 - 3  | Danemark                                    |                                        |                                        |
| 10h00           | Weide 13, 35e · Makowski 15e · Gorny 23, 34, 40e · Majchrzak 25e · Bratkowski 31, 32e · Zywiczka 38e | (2 - 2) | L. Christensen 6e · Grand 19e · Nielsen 37e | Arbitrage : Ben Goentgen Martin Bucher | Arbitrage : Ben Goentgen Martin Bucher |
| 10h00           | Rapport                                                                                              |         |                                             | Arbitrage : Ben Goentgen Martin Bucher | Arbitrage : Ben Goentgen Martin Bucher |

| 12 janvier 2018 | Allemagne                                                        | 8 - 1   | Tchéquie   |                                           |                                           |
| 11h10           | Fürste 9, 35e · Müller 9e · Kamlade 12, 21, 24, 32e · Böckel 39e | (3 - 0) | Plochy 31e | Arbitrage : Michael Eilmer Michael Pontus | Arbitrage : Michael Eilmer Michael Pontus |
| 11h10           | Hinrichs 30e                                                     | Rapport |            | Arbitrage : Michael Eilmer Michael Pontus | Arbitrage : Michael Eilmer Michael Pontus |

| 12 janvier 2018 | Tchéquie                                                                            | 9 - 1   | Danemark           |                                       |                                       |
| 16h00           | Kyndl 2, 9e · Plochy 3, 11, 26e · Perinka 7e · Jahoda 21e · Vacek 36e · Capouch 38e | (5 - 0) | Jonasson 23e       | Arbitrage : Lee Barron Michael Pontus | Arbitrage : Lee Barron Michael Pontus |
| 16h00           |                                                                                     | Rapport | M. Christensen 38e | Arbitrage : Lee Barron Michael Pontus | Arbitrage : Lee Barron Michael Pontus |

| 12 janvier 2018 | Pologne        | 1 - 8   | Allemagne                                                                   |                                          |                                          |
| 17h10           | Bratkowski 23e | (0 - 4) | Böckel 6, 17e · Schmid 11e · Fürste 14, 24, 35e · Müller 21e · Kamlade 40+e | Arbitrage : Coen van Bunge Martin Bucher | Arbitrage : Coen van Bunge Martin Bucher |
| 17h10           | Mikula 37e     | Rapport | Schmid 22e · Doesch 34e                                                     | Arbitrage : Coen van Bunge Martin Bucher | Arbitrage : Coen van Bunge Martin Bucher |

| 13 janvier 2018 | Allemagne                                                             | 7 - 1   | Danemark |                                          |                                          |
| 9h00            | Müller 2e · Schmid 9e · Kamlade 15, 25e · Fürste 18, 23e · Böckel 26e | (4 - 1) | Grand 5e | Arbitrage : Michael Soukup Martin Bucher | Arbitrage : Michael Soukup Martin Bucher |
| 9h00            | Rapport                                                               |         |          | Arbitrage : Michael Soukup Martin Bucher | Arbitrage : Michael Soukup Martin Bucher |

| 13 janvier 2018 | Tchéquie               | 2 - 3   | Pologne                       |                                       |                                       |
| 10h10           | Plochy 21e · Vacek 39e | (0 - 2) | Mikula 10e · Makowski 14, 28e | Arbitrage : Lee Barron Michael Eilmer | Arbitrage : Lee Barron Michael Eilmer |
| 10h10           | Perinka 32e            | Rapport | Weide 27e                     | Arbitrage : Lee Barron Michael Eilmer | Arbitrage : Lee Barron Michael Eilmer |

### Groupe B
| Rang | Équipe   | Pts | J | G | N | P | Bp | Bc | Diff |
| ---- | -------- | --- | - | - | - | - | -- | -- | ---- |
| 1    | Belgique | 9   | 3 | 2 | 1 | 0 | 10 | 5  | +5   |
| 2    | Autriche | 5   | 3 | 1 | 2 | 0 | 10 | 5  | +5   |
| 3    | Russie   | 4   | 3 | 1 | 1 | 1 | 7  | 10 | -3   |
| 4    | Suisse   | 0   | 3 | 0 | 0 | 3 | 4  | 11 | -7   |

| 12 janvier 2018 | Autriche                                                | 5 - 0   | Suisse |                                                   |                                                   |
| 12h20           | Körper 9e · Stanzl 13e · Eitenberger 29, 32e · Uher 40e | (2 - 0) |        | Arbitrage : Johannes Berneth Lukasz Zwierzchowski | Arbitrage : Johannes Berneth Lukasz Zwierzchowski |
| 12h20           | Rapport                                                 |         |        | Arbitrage : Johannes Berneth Lukasz Zwierzchowski | Arbitrage : Johannes Berneth Lukasz Zwierzchowski |

| 12 janvier 2018 | Russie      | 1 - 5   | Belgique                                                      |                                         |                                         |
| 13h30           | Zhirkov 14e | (1 - 2) | Zimmer 11, 40e · Dykmans 16e · Plennevaux 36e · Pangrazio 39e | Arbitrage : Michael Soukup Daniel Denta | Arbitrage : Michael Soukup Daniel Denta |
| 13h30           | Rapport     |         |                                                               | Arbitrage : Michael Soukup Daniel Denta | Arbitrage : Michael Soukup Daniel Denta |

| 12 janvier 2018 | Russie                           | 2 - 2   | Autriche               |                                                 |                                                 |
| 18h30           | Vakhmistrov 30e · Khairullin 35e | (0 - 0) | Hasun 31e · Körper 40e | Arbitrage : Michael Soukup Lukasz Zwierzchowski | Arbitrage : Michael Soukup Lukasz Zwierzchowski |
| 18h30           | Larikov 14e · Zhirkov 33e        | Rapport |                        | Arbitrage : Michael Soukup Lukasz Zwierzchowski | Arbitrage : Michael Soukup Lukasz Zwierzchowski |

| 12 janvier 2018 | Suisse     | 1 - 2   | Belgique                  |                                           |                                           |
| 19h40           | Keller 5e  | (1 - 2) | Maraite 10e · Dykmans 16e | Arbitrage : Johannes Berneth Daniel Denta | Arbitrage : Johannes Berneth Daniel Denta |
| 19h40           | Morard 35e | Rapport | Pokorny 37e               | Arbitrage : Johannes Berneth Daniel Denta | Arbitrage : Johannes Berneth Daniel Denta |

| 13 janvier 2018 | Suisse                                   | 3 - 4   | Russie                                                      |                                         |                                         |
| 11h20           | Müller 20+e · Y. Morard 22e · Feller 28e | (1 - 3) | Agafontsev 2e · Zhirkov 8e · Proskuriakov 12e · Golubev 29e | Arbitrage : Coen van Bunge Daniel Denta | Arbitrage : Coen van Bunge Daniel Denta |
| 11h20           | Müller 16e                               | Rapport | Zhirkov 20e · Larikov 27e · Khairullin 33e                  | Arbitrage : Coen van Bunge Daniel Denta | Arbitrage : Coen van Bunge Daniel Denta |

| 13 janvier 2018 | Autriche                          | 3 - 3   | Belgique                                   |                                           |                                           |
| 12h30           | Körper 3e · Stanzl 9e · Hasun 13e | (3 - 2) | Pokorny 10e · Cornillie 16e · Vandiest 32e | Arbitrage : Ben Goentgen Johannes Berneth | Arbitrage : Ben Goentgen Johannes Berneth |
| 12h30           |                                   | Rapport | Jacob 4e · Degroote 6e                     | Arbitrage : Ben Goentgen Johannes Berneth | Arbitrage : Ben Goentgen Johannes Berneth |

## Groupe C (maintien)
Les résultats entre les équipes d'un même groupe au premier tour sont conservés.
| Rang | Équipe   | Pts | J | G | N | P | Bp | Bc | Diff |
| ---- | -------- | --- | - | - | - | - | -- | -- | ---- |
| 5    | Tchéquie | 9   | 3 | 3 | 0 | 0 | 17 | 6  | +11  |
| 6    | Russie   | 6   | 3 | 2 | 0 | 1 | 12 | 9  | +3   |
| 7    | Suisse   | 3   | 3 | 1 | 0 | 2 | 11 | 11 | 0    |
| 8    | Danemark | 0   | 3 | 0 | 0 | 3 | 6  | 20 | -14  |

| 13 janvier 2018 | Danemark                              | 3 - 6   | Suisse                                             |                                             |                                             |
| 16h30           | Jonasson 4e · Trzepacz 9e · Grand 18e | (3 - 2) | Y. Morard 9, 25, 40e · Greder 11, 22e · Feller 30e | Arbitrage : Johannes Berneth Michael Eilmer | Arbitrage : Johannes Berneth Michael Eilmer |
| 16h30           | M. Christensen 7e                     | Rapport | Y. Morard 27e · Feller 31e                         | Arbitrage : Johannes Berneth Michael Eilmer | Arbitrage : Johannes Berneth Michael Eilmer |

| 13 janvier 2018 | Tchéquie                      | 4 - 3   | Russie                                     |                                     |                                     |
| 17h40           | Vacek 11, 31e · Kyndl 23, 29e | (1 - 3) | Lepeshkin 4e · Agafontsev 8e · Zhirkov 15e | Arbitrage : Lee Barron Daniel Denta | Arbitrage : Lee Barron Daniel Denta |
| 17h40           | Rapport                       |         |                                            | Arbitrage : Lee Barron Daniel Denta | Arbitrage : Lee Barron Daniel Denta |

| 14 janvier 2018 | Russie                                                  | 5 - 2   | Danemark                 |                                          |                                          |
| 10h00           | Agafontsev 2e · Proskuriakov 7, 34 36e · Khairullin 27e | (2 - 1) | Grand 18e · Jonasson 29e | Arbitrage : Michael Pontus Martin Bucher | Arbitrage : Michael Pontus Martin Bucher |
| 10h00           | Rapport                                                 |         |                          | Arbitrage : Michael Pontus Martin Bucher | Arbitrage : Michael Pontus Martin Bucher |

| 14 janvier 2018 | Tchéquie                              | 4 - 2   | Suisse                    |                                                 |                                                 |
| 11h10           | Jahoda 2e · Vacek 10, 11e · Kyndl 26e | (3 - 1) | Greder 5e · Y. Morard 30e | Arbitrage : Coen van Bunge Lukasz Zwierzchowski | Arbitrage : Coen van Bunge Lukasz Zwierzchowski |
| 11h10           | Plochy 28e                            | Rapport |                           | Arbitrage : Coen van Bunge Lukasz Zwierzchowski | Arbitrage : Coen van Bunge Lukasz Zwierzchowski |

## Phase à élimination directe

### Tableau
|  | Demi-finales    | Demi-finales    |                        |       | Finale          | Finale          |
|  | Demi-finales    | Demi-finales    |                        |       | Finale          | Finale          |
|  |                 |                 |                        |       |                 |                 |
|  | 13 janvier 2018 | 13 janvier 2018 |                        |       | 14 janvier 2018 | 14 janvier 2018 |
|  | 13 janvier 2018 | 13 janvier 2018 |                        |       | 14 janvier 2018 | 14 janvier 2018 |
|  | Belgique        | 7               |                        |       | 14 janvier 2018 | 14 janvier 2018 |
|  | Belgique        | 7               |                        |       | 14 janvier 2018 | 14 janvier 2018 |
|  | Pologne         | 3               |                        |       | 14 janvier 2018 | 14 janvier 2018 |
|  | Pologne         | 3               | Belgique               | 4 (1) |                 |                 |
|  | 13 janvier 2018 |                 | Belgique               | 4 (1) |                 |                 |
|  |                 | Autriche        | 4 (2)                  |       |                 |                 |
|  | Allemagne       | Autriche        | 4 (2)                  | 2 (3) |                 |                 |
|  | Allemagne       |                 |                        | 2 (3) |                 |                 |
|  | Autriche        | 2 (4)           |                        |       |                 |                 |
|  | Autriche        | 2 (4)           | Match pour la 3e place |       |                 |                 |
|  |                 |                 |                        |       |                 |                 |
|  | 14 janvier 2018 |                 |                        |       |                 |                 |
|  |                 |                 |                        |       |                 |                 |
|  | Pologne         | 8               |                        |       |                 |                 |
|  | Pologne         | 8               |                        |       |                 |                 |
|  | Allemagne       | 9               |                        |       |                 |                 |
|  | Allemagne       | 9               |                        |       |                 |                 |

### Demi-finales
| 13 janvier 2018 | Belgique                                                                     | 7 - 3   | Pologne                       |                                         |                                         |
| 18h50           | Dykmans 2e · Plennevaux 4, 31e · Zimmer 16, 21e · Maraite 27e · Vandiest 36e | (3 - 0) | Makowski 36, 40e · Mikula 39e | Arbitrage : Ben Goentgen Coen van Bunge | Arbitrage : Ben Goentgen Coen van Bunge |
| 18h50           | Degroote 39e                                                                 | Rapport | Gorny 4e · Majchrzak 27e      | Arbitrage : Ben Goentgen Coen van Bunge | Arbitrage : Ben Goentgen Coen van Bunge |

| 13 janvier 2018 | Allemagne                                                               | 2 - 2             | Autriche                                                                                               |                                                 |                                                 |
| 20h15           | Müller 15e · Kamlade 20e                                                | (2 - 2)           | Körper 3e · Schmidt 5e                                                                                 | Arbitrage : Michael Pontus Lukasz Zwierzchowski | Arbitrage : Michael Pontus Lukasz Zwierzchowski |
| 20h15           | Fürste 14e                                                              | Rapport           | Steyrer 7e · Stanzl 16e · Körper 29e ·                                                                 | Arbitrage : Michael Pontus Lukasz Zwierzchowski | Arbitrage : Michael Pontus Lukasz Zwierzchowski |
| 20h15           | Müller · Kamlade · Fürste · Fürste · Müller · Kamlade · Fürste · Müller | Tirs au but 3 - 4 | Eitenberger · Unterkircher · Körper · Eitenberger · Unterkircher · Körper · Eitenberger · Unterkircher | Arbitrage : Michael Pontus Lukasz Zwierzchowski | Arbitrage : Michael Pontus Lukasz Zwierzchowski |

### Match pour la troisième place
| 14 janvier 2018 | Pologne                                                                          | 8 - 9   | Allemagne                                                               |                                                 |                                                 |
| 13h00           | Makowski 15, 31, 33e · Weide 21e · Kasprzyk 23e · Majchrzak 29, 36e · Mikula 34e | (1 - 5) | Fürste 2, 5, 29, 37e · Böckel 18, 19, 20e · Müller 31e · Grünenwald 38e | Arbitrage : Lukasz Zwierzchowski Michael Soukup | Arbitrage : Lukasz Zwierzchowski Michael Soukup |
| 13h00           | Michael Eilmer · Majchrzak 17e                                                   | Rapport |                                                                         | Arbitrage : Lukasz Zwierzchowski Michael Soukup | Arbitrage : Lukasz Zwierzchowski Michael Soukup |

### Finale
| 14 janvier 2018 | Belgique                                                    | 4 - 4             | Autriche                                     |                                       |                                       |
| 14h30           | Vandiest 20+e · Maraite 26e · Degroote 29e · Plennevaux 35e | (1 - 3)           | Stanzl 5, 8e · Eitenberger 10e · Schmidt 33e | Arbitrage : Lee Barron Coen van Bunge | Arbitrage : Lee Barron Coen van Bunge |
| 14h30           | Zimmer 15e                                                  | Rapport           | Stanzl 3e · Uher 16e · Körper 28e ·          | Arbitrage : Lee Barron Coen van Bunge | Arbitrage : Lee Barron Coen van Bunge |
| 14h30           | Degroote · Zimmer · Plennevaux                              | Tirs au but 1 - 2 | Eitenberger · Unterkircher · Körper          | Arbitrage : Lee Barron Coen van Bunge | Arbitrage : Lee Barron Coen van Bunge |

## Classement final
| Rang               | Équipe    |
| ------------------ | --------- |
| Médaille d'or      | Autriche  |
| Médaille d'argent  | Belgique  |
| Médaille de bronze | Allemagne |
| 4                  | Pologne   |
| 5                  | Tchéquie  |
| 6                  | Russie    |
| 7                  | Suisse    |
| 8                  | Danemark  |